# Nekcseszentmárton
Nekcseszentmárton (horvátul: Martin) falu Horvátországban, Eszék-Baranya megyében. Közigazgatásilag Nekcséhez tartozik.

## Fekvése
Eszéktől légvonalban 47, közúton 53 km-re nyugatra, Diakovártól légvonalban 33, közúton 37 km-re északnyugatra, községközpontjától 2 km-re nyugatra, Szlavónia középső részén, a Krndija-hegység északi lejtőin fekszik. Áthalad rajta a Varasd-Eszék főútvonal.

## Története
A település területén előkerült legkorábbi leletek a vaskorból származnak. A Nekcse-Raholca úttól délre, a Vrela-patak északi partján emelkedő enyhe magaslaton fekvő „Grbavica III.” lelőhelyen az i. e. 3. századtól az i. e. 1. századig itt virágzott La Tène-kultúra leletei kerültek elő. A templomosok lovagrendjét 1118-ban alapította Jeruzsálemben nyolc keresztes lovag. A rend 1169-ben jelenik meg először a mai Horvátország területén a Zárához közeli Vránában, ahol az itteni székhelye volt. A Nekcse melletti Szent Márton birtokot 1183-ban kapták meg Prodan zágrábi püspöktől, de ténylegesen csak 1229-ben érkeztek ide. A birtok mellé Nekcse akkori birtokosától Gyula bántól megkapták Nekcse vásári bevételeinek egy részét is. Itt építették fel templomukat és kolostorukat. A templomosok a 1310-ig maradhattak itt, ekkor Károly Róbert király a birtokot elvette tőlük és az Aba nembeli Lipolchi Sándor fia Sándornak, a Nekcsei család ősének adta. Az 1312-es adományozó oklevélben a birtokot „possessione cruciferorum milicie templi Scent Martun vocata de Nekche” alakban említik. Ugyanezen év március 26-án V. Kelemen pápa a templomosok megmaradt javait a johannitáknak adta. A nekcse melletti Szent Márton egyházát 1372-ben „Ecclesia S. Martini de iuxta Nekche” néven említik. A johannitákat 1450-ben említik itt utoljára, de valószínűleg ennél tovább, az 1531-es első török támadásig maradtak. A johanniták távozása után a templomot és a kolostort a nekcsei ferencesek vették át. Egy 1450-es oklevél a települést „Nexe Zenth Marthon” néven említi. Létezését az írásos források mellett több régészeti lelőhely a 13. századtól a 16. századig származó középkori leletei is megerősítik.
A térség 1532 és 1687 között török uralom alatt volt. A török uralom alóli felszabadítás után előbb kamarai birtok lett, majd a nekcsei uradalommal együtt előbb Johann Ferdinand Kyb, majd Catarina Caraffa lett a birtokosa. 1708-ban a nekcsei birtokkal együtt az udvari kamara igazgatása alá került. Az uradalmat 1723-ban a császár Lamperg Ferenc Antal hercegnek adományozta, aki 1726-ban eladta az eszéki erőd parancsnokának, Oduyer Antal gróf tábornagynak. 1734-ben a nekcsei uradalommal együtt a Pejácsevich család lett a település birtokosa, akik a második világháború végéig birtokolták. A mai település csak az 1730-as évektől jött létre, amikor Zrin és a horvát Hegyvidék térségéből horvát telepesek érkeztek. A Verőcei megyegyűlés 1750. április 20-i ülésén történik említés a Nekcse melletti Martin falu betelepüléséről. Ekkor felvidéki betelepülők érkeztek ide.
Az első katonai felmérés térképén „St. Martin” néven található. Lipszky János 1808-ban Budán kiadott repertóriumában „Martin” néven szerepel. Nagy Lajos 1829-ben kiadott művében „Martin” néven 39 házzal, 236 katolikus és 2 ortodox vallású lakossal találjuk.
A településnek 1857-ben 211, 1910-ben 349 lakosa volt. Verőce vármegye Nekcsei járásához tartozott. Az 1910-es népszámlálás adatai szerint lakosságának 91%-a horvát, 4%-a német, 3%-a magyar anyanyelvű volt. Az első világháború után 1918-ban az új szerb-horvát-szlovén állam, majd később (1929-ben) Jugoszlávia része lett. 1991-ben lakosságának 89%-a horvát nemzetiségű volt. 2011-ben 1077 lakosa volt.

## Lakossága
| Lakosság változása | Lakosság változása | Lakosság változása | Lakosság változása | Lakosság változása | Lakosság változása | Lakosság változása | Lakosság változása | Lakosság változása | Lakosság változása | Lakosság változása | Lakosság változása | Lakosság változása | Lakosság változása | Lakosság változása | Lakosság változása |
| ------------------ | ------------------ | ------------------ | ------------------ | ------------------ | ------------------ | ------------------ | ------------------ | ------------------ | ------------------ | ------------------ | ------------------ | ------------------ | ------------------ | ------------------ | ------------------ |
| 1857               | 1869               | 1880               | 1890               | 1900               | 1910               | 1921               | 1931               | 1948               | 1953               | 1961               | 1971               | 1981               | 1991               | 2001               | 2011               |
| 211                | 243                | 249                | 288                | 307                | 349                | 377                | 439                | 512                | 605                | 700                | 764                | 850                | 1.129              | 1.138              | 1.077              |

## Nevezetességei
- Tours-i Szent Márton tiszteletére szentelt római katolikus temploma[9] a falu nyugati végében egy a Vrela-patak völgye fölé magasodó nagyobb fennsík déli peremén található. A patak túlsó oldalán található a régészetileg jelentős Grbavica-hegy és Zoljan falu Poljana nevű településrésze, ahol a hagyomány szerint a rómaiak által épített út vezetett a pozsegai Arany-völgy felé. A templomot a templomosok építették a 13. században késő román stílusban. Egyhajós, keletelt épület félköríves szentéllyel, a nyugati homlokzat feletti kis fa harangtoronnyal. Öt keskeny, ívelt ablaka van, melyek közül kettő az apszis keleti és déli oldalán, kettő a hajó déli oldalán, egy pedig a bejárati kapuzat felett található. A hajó nyugati végében a bejárat felett áll a fából ácsolt kórus. a hajó hosszúsága 10 méter, szélessége 6,75 méter. Az apszis hosszúsága és szélessége 5-5 méter. A templom magassága a harangtoronyig 12,50 méter. A hajót fából készített mennyezet, a szentélyt félkupola fedi. A berendezés 18. századi, későbarokk stílusú. A templomot a nekcsei ferencesek 1977-ben teljesen felújították. A szentélyben állt barokk oltárt 1991. szeptember 21-én a jugoszláv hadsereg lerombolta. A templomot három harckocsigránát találta el. Az egyik a homlokzat déli részén, kettő pedig az apszisban robbant. Az értékes korabarokk oltár teljesen elpusztult. Hosszú történetére több kőemlék is emlékeztetett. A főbejárat mellett egykor két román stílusú oszlop állt, ezeknek ma csak az alapjai láthatók. A templomosok pajzs alakú címerét ma a nekcsei ferences kolostorban őrzik. A homlokzat bal oldalán egy „Marton” felirattal ellátott kő van befalazva.
- A Nekcse-Raholca úttól délre, a Vrela-patak északi partján, kissé magasabban levő területen fekszik a falu legfontosabb régészeti lelőhelye, mely a Grbavica III. nevet viseli. Az itt talált középkori kerámiák a szürkétől a barnáig terjedő színváltozatokban a 13. századtól a 16. századig terjedő időszakra, datálhatók. A földfelszínen őskori, világosszürke kerámiatöredékeket is találtak, melyek egy sokkal régebbi település létezését jelzik, amely az i. e. 3. és 1. század között virágzott késő vaskori La Tène-kultúrához kapcsolható. Különleges jelentőségű a számos középkori épület maradványainak felfedezése a Vrela-patak mentén, amelyhez hozzátartozik az a tény, hogy ez a hely középkori épületkomplexumával egy nagy templomos birtok része, amelynek domináns épülete a mai napig fennmaradt 13. századi Szent Márton templom volt.[2]

## Oktatás
A falu tanulói a nekcsei Dora Pejačević általános iskolába járnak.

## Sport
A NK Martin labdarúgócsapata a megyei 3. ligában szerepel.